# Sitthinan Rungrueang
Sitthinan Rungrueang (thailändisch สิทธินันท์ รุ่งเรือง, * 20. Juli 2002 in Suphanburi), auch als Wave bekannt, ist ein thailändischer Fußballspieler.

## Karriere

### Verein
Sitthinan Rungrueang erlernte das Fußballspielen bei Ratchaburi Mitr Phol. Hier unterschrieb er Mitte 2018 auch seinen ersten Profivertrag. Der Verein aus Ratchaburi spielte in der ersten Liga des Landes, der Thai League. Von 2018 bis 2019 absolvierte er zwei Erstligaspiele. Mit Ratchaburi erreichte er 2019 das Finale des FA Cup. Hier verlor man im Endspiel 1:0 gegen den Erstligisten Port FC. 2020 wurde er an Muangkan United FC ausgeliehen. Der Club aus Kanchanaburi spielt in der dritten Liga, der Thai League 3, in der Upper Region. Nach Ende der Ausleihe kehrte er Ende Dezember 2020 zu Ratchaburi zurück. Insgesamt absolvierte er für Ratchaburi zwei Erstligaspiele. Im Juni 2022 wechselte er auf Leihbasis nach Suphanburi zum Erstligaabsteiger Suphanburi FC. Nach der Ausleihe wurde er im Sommer 2023 fest von Suphanburi unter Vertrag genommen. Am Ende der Saison 2024/25 musste er mit Suphanburi in die dritte Liga absteigen.

### Nationalmannschaft
Sitthinan Rungrueang trug viermal das Trikot der U-16-Nationalmannschaft. 2019 spielte er zweimal für die U-18 sowie einmal für die U-19-Nationalmannschaft.

## Erfolge
Ratchaburi Mitr Phol
- Thailändischer Pokalfinalist: 2019